# تشارلي جونسون
تشارلي جونسون (بالإنجليزية: Charlie Johnson)‏ (و. 1984  م) هو لاعب كرة قدم أمريكية، من الولايات المتحدة، ولد في ديورانت، ..يلعب كحارس ‏.

## التعليم
تعلم في Sherman High School (Texas) ‏.